# Храм Троицы Живоначальной (Пхеньян)
Храм Троицы Живоначальной (кор. 평양정백사원; также Троицкий собор) — храм Корейской епархии Русской православной церкви в городе Пхеньяне в районе Чонбэк, возле реки Тэдонган. Единственный действующий православный храм в КНДР.

## История
В 1931 году бывший псаломщик Русской духовной миссии в Корее Павел Афанасьев вошёл в подчинение архиепископу Харбинскому Мелетию (Заборовскому), находившемуся в юрисдикции РПЦЗ. В мае 1933 года он был рукоположен во иеромонаха и основал миссионерский стан в Пхеньяне, где обратил в православие около 450 корейцев. Как и большинство других христианских организаций, Пхеньянский миссионерский стан прекратил существование после Второй мировой войны.
22 августа 2002 года, в ходе своей поездки на российский Дальний Восток, руководитель КНДР Ким Чен Ир посетил храм Святителя Иннокентия Иркутского в Хабаровске, где активно интересовался православием. Ким Чен Ир заявил о желании открыть православный храм в Пхеньяне, и спросил посла России в Северной Корее Андрея Карлова: «Почему вы раньше не предложили мне построить православный храм в Пхеньяне?» Карлов ответил: «Это было бы вмешательство во внутренние дела страны». На что Ким Чен Ир возразил: «Посол, это было бы не вмешательство, а хороший совет».
24 июня 2003 года архиепископ Калужский и Боровский Климент освятил первый камень нового храма. В том же году в Московскую духовную семинарию были приняты четыре студента из КНДР. Проект храма разработали корейские специалисты в области русской храмовой архитектуры XVII—XVIII веков. Строительство велось в основном за счёт бюджета КНДР и помощи администрации Приморского края и некоторых российских бизнесменов. Утварь, иконы и колокола были переданы Русской православной церковью. В июне 2006 года от председателя Православного комитета КНДР Георгия Хо Ир Зина на имя патриарха Московского Алексия II поступило обращение о принятии храма в лоно РПЦ, которое было удовлетворено Священным синодом в июле того же года. 13 августа 2006 года состоялось торжественное освящение храма, которое возглавил митрополит Смоленский и Калининградский Кирилл. За богослужением во пресвитера был рукоположен диакон Феодор Ким. На следующий день в сан пресвитера рукоположен диакон Иоанн Ра.
В октябре 2006 года глава Корейской митрополии Константинопольского патриархата митрополит Сотирий (Трамбас), предварительно получив разрешение Московского патриархата, служил в храме на праздник Покрова Пресвятой Богородицы. Во время богослужения в Троицкой церкви он возносил имя патриарха Московского Алексия II.
Изначально прихожан в храме было мало: главным образом, это и были сотрудники посольства России в Пхеньяне, а также дипломаты из других православных стран, которые аккредитованы в Корейской Народной Демократической Республике. Также храм посещали делегации из России.
Летом 2015 года группа иконописцев из артели «Радость» украсила стены храма росписями, которые освятил в октябре того же года епископ Уссурийский Иннокентий. В августе 2016 года в Хабаровскую духовную семинарию направлены четыре корейских послушника.
В октябре 2018 года Русская православная церковь разорвала евхаристическое общение c Константинопольским патриархатом. В декабре того же года Корейская митрополия Константинопольского патриархата назвала пхеньянский храм своим, что вызвало удивление российского посольства. Ввиду невозможности окормления русской паствы в храмах Константинопольского патриархата и для развития миссионерской деятельности на полуострове 28 декабря 2018 года был образован Патриарший экзархат в Юго-Восточной Азии, куда в том числе вошла Северная и Южная Корея, а 26 февраля 2019 года Священный синод РПЦ образовал в составе экзархата Корейскую епархию в пределах КНДР и Республики Кореи.